# Cantón de Cirey-sur-Vezouze
El cantón de Cirey-sur-Vezouze era una división administrativa francesa, que estaba situada en el departamento de Meurthe y Mosela y la región de Lorena.

## Composición
El cantón estaba formado por siete comunas:
- Bertrambois
- Cirey-sur-Vezouze
- Parux
- Petitmont
- Saint-Sauveur
- Tanconville
- Val-et-Châtillon

## Supresión del cantón de Cirey-sur-Vezouze
En aplicación del Decreto nº 2014-261 de 26 de febrero de 2014, el cantón de Cirey-sur-Vezouze fue suprimido el 22 de marzo de 2015 y sus 7 comunas pasaron a formar parte del nuevo cantón de Baccarat.